# مطار باريس فاتري
مطار باريس فاتري هو مطار دولي يخدم مدينة شالون أون شمباني في فرنسا، يبعد المطار بـ22 كلم عن مدينة شالون أون شمباني، ويبعد بـ160 كلم عن مدينة باريس. يتوفر المطار على مدرج بطول 860 3 متر.